# أودري كوردون
أودري كوردون (بالفرنسية: Audrey Cordon)‏ مواليد 22 سبتمبر 1989 في فرنسا، هي درّاجة فرنسية. شاركت في دورة الألعاب الأولمبية الصيفية.

## سباقات أو مراحل فاز بها
| التاريخ        | السباق                                                      | المركز                   |
| -------------- | ----------------------------------------------------------- | ------------------------ |
| 17 أغسطس 2008  | 2008 La Route de France                                     | الرابع في تصنيف أفضل شاب |
| 13 سبتمبر 2009 | 2009 Chrono Champenois–Trophée Européen                     | العاشر في التصنيف العام  |
| 20 سبتمبر 2009 | Duo normand Féminin 2009                                    | الفائز في التصنيف العام  |
| 01 يناير 2010  | Coupe de France féminine de cyclisme sur route 2010         |                          |
| 05 أبريل 2010  | Prix de la Ville du Mont Pujols 2010                        |                          |
| 30 مايو 2010   | Grand Prix de France Féminin 2010                           |                          |
| 19 سبتمبر 2010 | Duo normand Féminin 2010                                    | الفائز في التصنيف العام  |
| 23 يونيو 2011  | سباق الدراجات ضد الساعة للسيدات في بطولة فرنسا 2011         |                          |
| 17 سبتمبر 2011 | Duo normand Féminin 2011                                    |                          |
| 01 يناير 2012  | Coupe de France féminine de cyclisme sur route 2012         | الفائز في التصنيف العام  |
| 18 مارس 2012   | Cholet Pays de Loire Dames 2012                             | الفائز في التصنيف العام  |
| 09 أبريل 2012  | Prix de la Ville du Mont Pujols 2012                        |                          |
| 13 مايو 2012   | Grand Prix Fémin'Ain 2012                                   |                          |
| 25 مايو 2012   | Grand Prix du Morbihan Féminin 2012                         | الفائز في التصنيف العام  |
| 21 يونيو 2012  | سباق الدراجات ضد الساعة للسيدات في بطولة فرنسا 2012         |                          |
| 01 يوليو 2012  | Classic Féminine de Vienne Nouvelle-Aquitaine 2012          | الفائز في التصنيف العام  |
| 17 مارس 2013   | Cholet Pays de Loire Dames 2013                             |                          |
| 20 يونيو 2013  | سباق الدراجات ضد الساعة للسيدات في بطولة فرنسا 2013         |                          |
| 30 يونيو 2013  | Classic Féminine de Vienne Nouvelle-Aquitaine 2013          | الفائز في التصنيف العام  |
| 14 يوليو 2013  | طواف بريتاني فيمينين 2013                                   | الفائز في التصنيف العام  |
| 01 يناير 2014  | Coupe de France féminine de cyclisme sur route 2014         |                          |
| 31 مايو 2014   | Grand Prix du Morbihan Féminin 2014                         | الفائز في التصنيف العام  |
| 22 يونيو 2014  | Classic Féminine de Vienne Nouvelle-Aquitaine 2014          | الفائز في التصنيف العام  |
| 26 يونيو 2014  | سباق الدراجات ضد الساعة للسيدات في بطولة فرنسا 2014         |                          |
| 20 يوليو 2014  | طواف بريتاني فيمينين 2014                                   |                          |
| 22 مارس 2015   | Cholet Pays de Loire Dames 2015                             | الفائز في التصنيف العام  |
| 25 يونيو 2015  | سباق الدراجات ضد الساعة للسيدات في بطولة فرنسا 2015         | الفائز في التصنيف العام  |
| 27 يونيو 2015  | سباق الطريق للسيدات في بطولة فرنسا 2015                     |                          |
| 23 يونيو 2016  | سباق الدراجات ضد الساعة للسيدات في بطولة فرنسا 2016         | الفائز في التصنيف العام  |
| 25 يونيو 2016  | سباق الطريق للسيدات في بطولة فرنسا 2016                     |                          |
| 21 مايو 2017   | Grand Prix Trévé-Le Ménec-Loudéac 2017                      | الفائز في التصنيف العام  |
| 11 يونيو 2017  | طواف السيدات 2017                                           | الأول في تصنيف الجبال    |
| 22 يونيو 2017  | سباق الدراجات ضد الساعة للسيدات في بطولة فرنسا 2017         | الفائز في التصنيف العام  |
| 15 أكتوبر 2017 | 2017 Chrono des Nations (women's race)                      | الفائز في التصنيف العام  |
| 28 يونيو 2018  | سباق الدراجات ضد الساعة للسيدات في بطولة فرنسا 2018         | الفائز في التصنيف العام  |
| 28 يوليو 2018  | Grand Prix Trévé-Le Ménec-Loudéac 2018                      | الفائز في التصنيف العام  |
| 08 سبتمبر 2018 | Chrono de Touraine-Tauxigny Féminine 2018                   | الفائز في التصنيف العام  |
| 15 مارس 2019   | درينتشت آخت فان ويسترفيلد 2018                              | الفائز في التصنيف العام  |
| 14 أبريل 2019  | Grand Prix Trévé-Le Ménec-Loudéac 2019                      | الفائز في التصنيف العام  |
| 09 يونيو 2019  | طواف بريتاني فيمينين 2019                                   | الفائز في التصنيف العام  |
| 27 يونيو 2019  | سباق الدراجات ضد الساعة للسيدات في بطولة فرنسا 2019         |                          |
| 21 أغسطس 2020  | سباق الطريق ضد الساعة للسيدات في بطولة فرنسا 2020           |                          |
| 22 أغسطس 2020  | سباق الطريق للسيدات في بطولة فرنسا 2020                     | الفائز في التصنيف العام  |
| 17 يونيو 2021  | سباق الطريق ضد الساعة للسيدات في بطولة فرنسا 2021           | الفائز في التصنيف العام  |
| 19 يونيو 2021  | سباق الطريق للسيدات في بطولة فرنسا 2021                     |                          |
| 22 أبريل 2022  | 2022 Omloop van Borsele-ITT                                 |                          |
| 23 يونيو 2022  | سباق الزمن على الطريق للسيدات في بطولة فرنسا 2022           | الفائز في التصنيف العام  |
| 25 يونيو 2022  | سباق الطريق للسيدات في بطولة فرنسا 2022                     | الفائز في التصنيف العام  |
| 07 أغسطس 2022  | أوبن دي سويد فارجاردا - سباق الطريق 2022                    | الفائز في التصنيف العام  |
| 26 فبراير 2023 | 2023 Omloop van het Hageland                                |                          |
| 22 أبريل 2023  | 2023 Omloop van Borsele                                     |                          |
| 21 مايو 2023   | 2023 Antwerp Port Epic Ladies                               |                          |
| 02 أغسطس 2023  | سباق الزمن على الطريق للسيدات في بطولة فرنسا 2023           |                          |
| 20 يونيو 2024  | 2024 France National Road Cycling Championships - Women ITT | الفائز في التصنيف العام  |

## روابط خارجية
- أودري كوردون على موقع الاتحاد الدولي للدراجات (الإنجليزية)
- أودري كوردون على موقع أرشيف الدراجات (الإنجليزية)
- أودري كوردون على موقع إحصائيات الدراجات الإحترافية (الإنجليزية)
- أودري كوردون على موقع نسبة الدراجات (الإنجليزية)
- أودري كوردون على موقع CycleBase (الإنجليزية)
- أودري كوردون على موقع CyclingDatabase.com (مؤرشف) (الإنجليزية)
- أودري كوردون على موقع اللجنة الأولمبية الدولية (الإنجليزية)
- أودري كوردون على موقع أوليمبيديا (الإنجليزية)
- أودري كوردون على موقع اللجنة الأولمبية الفرنسية (مؤرشف) (الفرنسية)